# Tony Dumas
Tony Dumas (Chicago, Illinois; 25 de agosto de 1972) es un exjugador de baloncesto estadounidense que disputó 4 temporadas en la NBA y finalizó su carrera en Grecia e Italia. Con 1,95 metros de estatura, jugaba en la posición de escolta.

## Trayectoria deportiva
Dumas asistió durante cuatro años a la Universidad de Misuri-Kansas City, convirtiéndose en el máximo anotador de la historia de los Kangaroos con 2.459 puntos en 112 partidos. En su año sénior finalizó séptimo en anotación en la NCAA con 27 puntos por encuentro. A lo largo de su carrera en UMKC promedió 22 puntos, 5,1 rebotes y 3,1 asistencias en 35,7 minutos de juego.

### Profesional
Con su elección en la decimonovena posición del Draft de la NBA de 1994 por Dallas Mavericks, Dumas hizo historia al ser el primer jugador de la UMKC en ser seleccionado en el Draft de la NBA. En los Mavericks pasó tres temporadas y media, promediando en su segundo año 11,6 puntos en 19,2 minutos y siendo la mejor campaña en su carrera. El 26 de diciembre de 1996 fue traspasado junto con Jason Kidd y Loren Meyer a Phoenix Suns a cambio de Michael Finley, Sam Cassell, A.C. Green y dos segundas rondas condicionales del draft de 1998. En la siguiente temporada disputó 7 partidos con Cleveland Cavaliers, al que llegó por parte de un traspaso a tres bandas que incluía a Denver Nuggets. Fue cortado a finales de enero de 1998. 
Ese mismo año jugó 17 partidos en La Crosse Bobcats de la CBA, donde firmó 11,9 puntos en 28,1 minutos. Dos años después cruzó el charco para probar fortuna en el Sporting BC griego y en 2001 jugó en el Vip Rimini de Italia antes de dar por finalizada su carrera profesional. 

## Estadísticas de su carrera en la NBA

### Temporada regular
| Temp.   | Edad | Equipo    | Liga | P   | TIT | MIN  | TC  | TCA | %TC  | 3P  | 3PA | %3P  | TL  | TLA | %TL  | R.OF. | R.DEF. | REB | ASIS | ROB | TAP | PER | FP  | PTS  |
| 1994-95 | 22   | Dallas    | NBA  | 58  | 0   | 10.6 | 1.7 | 4.3 | .384 | 0.4 | 1.3 | .301 | 0.9 | 1.3 | .649 | 0.6   | 0.5    | 1.1 | 1.0  | 0.2 | 0.1 | 0.9 | 1.3 | 4.6  |
| 1995-96 | 23   | Dallas    | NBA  | 67  | 12  | 19.2 | 4.1 | 9.8 | .418 | 1.1 | 3.1 | .357 | 2.3 | 3.8 | .599 | 0.9   | 0.9    | 1.7 | 1.5  | 0.6 | 0.2 | 1.1 | 1.9 | 11.6 |
| 1996-97 | 24   | TOTAL     | NBA  | 24  | 1   | 11.6 | 1.4 | 4.0 | .344 | 0.2 | 1.2 | .143 | 0.7 | 1.0 | .640 | 0.1   | 0.5    | 0.7 | 1.0  | 0.4 | 0.1 | 0.7 | 1.9 | 3.6  |
| 1996-97 | 24   | Dallas    | NBA  | 18  | 0   | 12.6 | 1.5 | 4.3 | .351 | 0.2 | 1.3 | .125 | 0.8 | 1.3 | .652 | 0.2   | 0.6    | 0.8 | 1.2  | 0.6 | 0.1 | 0.8 | 2.0 | 4.0  |
| 1996-97 | 24   | Phoenix   | NBA  | 6   | 1   | 8.5  | 1.0 | 3.2 | .316 | 0.2 | 0.7 | .250 | 0.2 | 0.3 | .500 | 0.0   | 0.3    | 0.3 | 0.5  | 0.0 | 0.2 | 0.2 | 1.5 | 2.3  |
| 1997-98 | 25   | Cleveland | NBA  | 7   | 0   | 6.7  | 0.9 | 1.7 | .500 | 0.3 | 0.6 | .500 | 0.0 | 0.4 | .000 | 0.1   | 0.6    | 0.7 | 0.7  | 0.0 | 0.0 | 0.7 | 0.7 | 2.0  |
| Carrera |      |           | NBA  | 156 | 13  | 14.2 | 2.6 | 6.5 | .404 | 0.7 | 2.0 | .327 | 1.4 | 2.3 | .608 | 0.6   | 0.7    | 1.3 | 1.2  | 0.4 | 0.1 | 0.9 | 1.6 | 7.3  |